# Souad Boutegrabet
Pour les articles homonymes, voir Boutegrabet.
Souad Boutegrabet, née à Orly est une entrepreneuse française fondatrice de l'association DesCodeuses.     

## Biographie
Souad Boutegrabet naît en France, dans le Val-de-Marne à Orly dans le quartier des Tilleuls. Ses parents, algériens, immigrent en France sous la présidence de Valéry Giscard D'Estaing (1974-1981),. Elle, et ses quatre sœurs, sont élevées par sa mère.          
Première de sa famille à effectuer des études supérieures, elle suit une formation en management commercial dans un institut universitaire de technologie (IUT). Puis, elle obtient un master 2 en management. En parallèle de ses études, elle se passionne pour le code qu'elle apprend en autodidacte sur Internet.          
En 2011, lors d'un voyage aux États-Unis, elle rencontre Black Girls Code, une organisation qui forme des filles afro-américaines au code. Cette organisation l'inspire pour la création de sa propre association française : DesCodeuses.          
À son retour en France, Souad Boutegrabet souhaite se reconvertir professionnellement, elle se forme ainsi au développement web. En 2014, après plus de dix ans en tant que conseillère en gestion de patrimoine, elle démissionne pour faire de l'informatique son métier,. Elle travaille quelque temps comme développeuse indépendante avant de créer DesCodeuses en 2017.                     
Souad Boutegrabet a été influencée par les travaux d'Isabelle Collet sur les femmes dans le domaine du numérique.                     
Elle est surnommée « la geek de la justice sociale »,.         
Elle est militante féministe et LGBT.

## DesCodeuses
En janvier 2017, elle rejoint le programme Les Déterminés qui lui permet de développer et mettre en place son projet DesCodeuses. Elle fonde ainsi, en 2017, l'association DesCodeuses qui forme gratuitement des femmes de quartiers prioritaires au code.   
Cette idée d'organisation lui vient de deux éléments principaux : le constat que les femmes sont peu nombreuses dans le code d'autant plus qu'elles viennent de milieux populaires, ainsi que l'expérience de difficultés dans le monde du travail en tant que femme d'origine algérienne venant de banlieue,.    
Elle commence par proposer des ateliers dans son quartier, à Belleville (20e arrondissement), puis pour Pôle Emploi. Elle décide, par la suite, d'organiser ces évènements, en non-mixité, uniquement pour les femmes. Des ateliers sont également organisés à Saint-Ouen.    
L'association offre chaque année depuis 2020 une formation plus longue à une quinzaine de femmes. Elles sont sélectionnées sur la base d'« entretiens, [de] tests techniques et [de] l’élaboration d’un projet professionnel ». La formation de développeuse web, qui se déroule à Belleville, dure six mois et est suivie d'un stage de six mois,.    
Depuis 2023, DesCodeuses organise également des ateliers dans des quartiers prioritaires de Lille et Marseille,,.       
DesCodeuses a divers partenaires comme la BNP Paribas, Axa, SAP ou encore Se Loger principalement pour permettre le financement des formations ainsi que des places de stages dans ces entreprises,. Une partie des formations est également financée par des institutions publiques.  DesCodeuses reçoit le « trophée de l’économie sociale et solidaire par la Ville de Paris » en 2019.     

## Prix
- 2022 : Top 35 des leaders positifs de moins de 35 ans de Positive Planet[15].
- 2023 : Prix Choiseul Leadership Inclusif[16].